# Noblella pygmaea
Noblella pygmaea is een kikker uit de familie Strabomantidae. De soort werd voor het eerst wetenschappelijk beschreven door Edgar Lehr en Alessandro Catenazzi in 2009. De soortaanduiding pygmaea betekent vrij vertaald 'dwergachtig'.
De soort leeft in Zuid-Amerika en komt endemisch voor in Peru op een hoogte van 3100 meter boven zeeniveau.